# Parafia Świętych Apostołów Piotra i Pawła w Gadce
Parafia Świętych Apostołów Piotra i Pawła – parafia rzymskokatolicka znajdująca się w Gadce, wsi w powiecie starachowickim. Administracyjnie należy do dekanatu Starachowice-Północ w diecezji radomskiej.

## Historia
Zanim powstała samodzielna parafia mieszkańcy Gadki oddolnie tworzyli swoją wspólnotę religijną. Pierwsza kaplica powstała w roku 1982 i mieściła się w remizie OSP. Parafia została erygowana 1 czerwca 1985 przez bp. Edwarda Materskiego. Kościół pw. św. Apostołów Piotra i Pawła, według projektu arch. Jacka Budyczuka z Krakowa i konstruktora Jerzego Borkowskiego, zbudowany został w latach 1984-1993 staraniem ks. Ireneusza Wiktorowicza. Poświęcenia dokonał 1 sierpnia 1993 bp Stefan Siczek. Kościół jest w stylu współczesnym, oparty na podstawie kwadratu.

## Zasięg parafii
Do parafii należą wierni z miejscowości: Gadka, Grzybowa Góra, Podlesie i Jagodne.

## Proboszczowie
- 1985 – 1999 – ks. Ireneusz Wiktorowicz
- 1999 – 2005 – ks. Bogdan Nogaj
- 2005 – 2010 – ks. kan. Kazimierz Kapusta
- 2011 – nadal – ks. Henryk Kołaziński